# Digimon Adventure (videogioco)
Digimon Adventure (デジモンアドベンチャー?, Dejimon Adobenchā) è un videogioco di ruolo della serie Digimon sviluppato da Prope e pubblicato da Bandai il 17 gennaio 2013 per PlayStation Portable esclusivamente in Giappone; il titolo è basato sull'anime omonimo. È il primo gioco prodotto per festeggiare il quindicesimo anniversario del franchise, assieme a Digimon World Re:Digitize Decode e Digimon Crusader usciti successivamente nello stesso anno. 
Il gioco narra delle vicende avvenute nella prima serie animata e del film Our War Game!. Dopo aver completato la storia principale del gioco, un episodio originale che presenta i protagonisti delle serie successive potrà essere giocato. Le prime copie del gioco hanno ricevuto in regalo il minigioco Digivice Ver. PSP, il quale emula il Digimon virtual pet e può essere scaricato sulla propria console tramite il servizio online PlayStation Network.

## Trama
Come nell'anime del 1999, Digimon Adventure è la storia di sette bambini che durante un campo estivo vengono teletrasportati in una strana dimensione parallela chiamata "Mondo Digitale". I protagonisti sono Tai Kamiya e i suoi amici Matt Ishida, Sora Takenouchi, Izzy Izumi, Mimi Tachikawa, Joe Kido e TK Takaishi che incontreranno i loro partner Digimon e cercheranno un modo per tornare a casa. Tuttavia, verranno a conoscenza che è presente anche un ottavo bambino prescelto e che devono salvare il loro mondo dai Digimon malvagi.

## Modalità di gioco
All'inizio il giocatore potrà controllare sette personaggi e i loro rispettivi partner Digimon. Durante il terzo arco narrativo, quello di Myotismon, verrà resa disponibile anche Kari Kamiya assieme a Gatomon. In ogni episodio uno dei personaggi assume il ruolo di leader e altri due Digimon potranno aiutarlo nelle battaglie. In alcune occasioni verrà chiesto al momentaneo capo del gruppo di parlare con gli altri membri e di scegliere fra due possibili risposte, se il giocatore selezionerà quella corretta aumenterà il livello di Affinità fra i due ragazzi. L'aumento di Affinità porta ad avere diversi benefici che si riscontrano durante i combattimenti dove si potranno effettuare degli attacchi simultanei (che non portano al consumo di punti speciali) e lo sblocco degli episodi extra posti dopo la storia principale.
In ogni scontro saranno presenti un massimo di sei mostri digitali, tre al massimo per ogni fazione. Il giocatore controlla di default il Digimon del leader e può impartire gli ordini anche ai due alleati modificando le impostazioni nel menu di strategia, altrimenti gli altri verranno controllati automaticamente dal computer. Il sistema utilizzato è quello dei combattimenti a turni, dove ogni creatura può utilizzare attacchi normali, abilità, fare uso di oggetti raccolti nei vari livelli, difendersi dai nemici oppure fuggire dagli scontri con i nemici selvatici.
Una volta terminato uno degli episodi principali (ad esempio l'episodio 2 per sbloccare Greymon, livello Campione di Agumon), un Digimon guadagna la possibilità di digievolvere in battaglia nella forma a livello Campione, Evoluto o Mega, raggiunto uno stadio successivo aumenteranno anche le statistiche del personaggio. Tuttavia ogni evoluzione costa dei punti tecnica (abbreviati in PT), come avviene per le abilità, ma a differenza di quest'ultime non fanno passare il proprio turno ad un altro membro della squadra o un nemico. Al termine di ogni battaglia, il Digimon regredirà automaticamente al livello Intermedio (tranne per Gatomon che è di livello Campione). In alcuni eventi (come ad esempio quando un mostro raggiunge la sua forma successiva per la prima volta), si presenterà nel livello già in quello stadio; in modo alternativo se si equipaggerà al Digimon la Digitessera "Promotore I", "Promotore II" o "Promotore III" potrà iniziare un incontro rispettivamente al livello Campione, Evoluto e Mega. 
Ogni sequenza di Digievoluzione presente nell'anime è stata completamente rianimata utilizzando la grafica del videogioco, così come per tutti gli altri filmati, eccezione fatta per la sigla iniziale, la cui unica differenza è il ridimensionamento in 16:9 per coprire in modo corretto lo schermo della console. Ogni sequenza video viene mostrata solamente la prima volta (tranne in alcuni casi in cui verranno riutilizzate nel corso della storia) ma potranno essere riviste nella Biblioteca, anche essa presente nel menu di pausa. Inoltre sono presenti anche alcuni brani musicali tratti dalla serie, Butter-Fly cantato da Kōji Wada e Brave Heart di Ayumi Miyazaki; il resto della musica si basa su melodie simili a quelle della serie animata assieme ad altre nuove.
In modo simile al sistema di equipaggiamento di altri videogiochi di ruolo come ad esempio la serie di Final Fantasy, il giocatore può equipaggiare delle Digitessere trovate nelle zone esplorate, le quali aumentano le statistiche (attacco, difesa, punti vitali, punti per le abilità e velocità) oppure consentono anche dei bonus e abilità aggiuntive, come "Concentrazione" che aumenta di due stadi l'attacco e la difesa per alcuni turni, "Smezza PT" che dimezza il consumo dei PT, "Cura" per curare se stessi o un alleato ferito, "Digivita" che rianima un Digimon sconfitto una sola volta e "Imboscata" che aumenta la possibilità di effettuare il primo colpo.
Le Digitessere sono suddivise per colore a seconda della categoria: potenziatori (arancione), comandi (blu), auto (verdi) e bonus (rosa).
In parallelo agli episodi basati sull'anime, ne sono presenti anche alcuni secondari che mostrano eventi inediti e non canonici con la trama originale, ma che servono per far aumentare il livello di Affinità dei ragazzi e l'esperienza dei propri Digimon. Inoltre vi è la possibilità di attraversare anche i Dedali Digitali, i quali sono dei Dungeon contenenti un maggior numero di avversari e di boss incontrati in precedenza.

### Cambiamenti nella trama
Anche se la trama principale dell'anime non ha subito grandi cambiamenti, vi sono diverse scene in cui il gioco cambierà a seconda della decisione del giocatore oppure del suo livello di relazione.
- Episodio 3: Seadramon non viene svegliato da Tai e Agumon che gli bruciano involontariamente la coda, ma viene pestato da T.K. quando questi si alza durante la notte.
- Episodio 5: Izzy può decidere se andare con il gruppo originale composto da Mimi, T.K. e Matt oppure con Sora e Joe. Il dialogo tra i personaggi cambierà a seconda della scelta, così come la presenza di Tai in uno dei due team.
- Episodio 7: Joe può scegliere se dar ragione a Tai oppure a Matt durante il loro litigio. In seguito Sora verrà con uno dei due ragazzi per aiutarlo contro Unimon a seconda della sua decisione.
- Episodio 13: Devimon, siccome è un boss molto potente, viene affrontato da Angemon e da altri due Digimon del party.
- Episodio 20: Etemon viene combattuto da MetalGreymon e da altri due Digimon presenti nel party per via della difficoltà della battaglia.
- Episodio 31: Oltre a Tai, Kari e Izzy appaiono anche gli altri Digiprescelti e ognuno di loro ha una missione da completare.
- Episodio 32: Biyomon e Palmon vincono la battaglia che ha come avversario SkullMeramon, mentre nell'anime le due non sono riuscite a tenergli testa ed è dovuto intervenire Greymon superdigievoluto in MetalGreymon per annientarlo.
- Episodio 33: Gabumon e Patamon vengono sfidati da Pumpkinmon e Gotsumon, evento che non avviene nella serie animata, in quanto i due non sono realmente intenzionati a far del male ai due Digimon e ai loro partner umani. In seguito viene saltato lo scontro tra WereGarurumon, Angemon e Myotismon, difatti Patamon è l'unico a digievolversi ma poco dopo il Digimon malvagio si ritira momentaneamente.
- Episodio 37: Dopo che Gatomon è superdigievoluta in Angewomon, quest'ultima si scontrerà contro Myotismon assieme ad altri due compagni di squadra, questo cambiamento è stato apportato per rendere più semplice lo scontro.
- Episodio 39: WarGreymon e MetalGarurumon sfidano VenomMyotismon accompagnati da un terzo membro presente nella squadra. Questa modifica è stata apportata per permettere un ulteriore supporto al giocatore.
- Episodio 41: Joe può decidere se fermare il gruppo per farlo riflettere se il chiosco sulla spiaggia sia una trappola oppure no. Se Joe ferma il gruppo, Palmon non sarà costretta a combattere contro Scorpiomon e in più il Digimon malvagio si potrà affrontare con altri due compagni.
- Episodio 42: WarGreymon non si scontrerà da solo con MetalSeadramon, infatti verrà aiutato da altri due compagni Digimon. Questo cambiamento è stato apportato probabilmente per rendere la battaglia più semplice al giocatore. Inoltre la scena in cui Whamon si sacrifica per distrarre MetalSeadramon è collocata prima dello scontro, al contrario dell'anime, dove avveniva durante lo stesso per salvare la vita a WarGreymon.
- Episodio 44: Gabumon sfida Cherrymon, anche se nella versione originale il Digimon di livello Evoluto si limita solamente a parlare con Matt.
- Episodio 47: Nella battaglia contro MetalEtemon, saranno presenti SaberLeomon e Ogremon che forniranno supporto a Zudomon. Come negli altri casi dei boss, questo cambiamento è stato apportato per semplificare il gioco.
- Episodio 49: WarGreymon combatterà contro Machinedramon grazie all'aiuto di altri due membri della squadra, anche in questo caso perché la battaglia contro il nemico in questione risulta difficile.
- Episodio 51: Quando Joe e Gomamon trovano Matt e Gabumon vengono attaccati da un Vilemon, anche se nella versione originale questo Digimon non è mai apparso prima dell'incontro finale contro Piedmon.
- Episodio 52: Dopo che Piedmon ha sconfitto Tai e il suo Digimon, sopraggiungeranno Matt e Garurumon per aiutare i loro amici, tuttavia WarGreymon regredirà allo stadio Intermedio tornando Agumon, anche se nei dialoghi successivi gli altri personaggi continueranno a riferirsi a lui come se fosse ancora al livello Mega. In seguito Gatomon non verrà catturata da Piedmon e poco dopo superdigievolverà in Angewomon per aiutare MagnaAngemon.
- Episodio 53: Dopo che i ragazzi sono stati cancellati da Apokarimon, questi riporta in vita alcuni dei loro peggiori nemici per farglieli sfidare. Se il giocatore avrà almeno 35 punti Affinità per ogni personaggio, potrà sbloccare la rispettiva forma di livello Mega per i Digimon che non l'hanno mai ottenuta nella prima serie.
- Episodio 54: In seguito al ritorno dei digiprescelti nel loro mondo, si assisterà ad alcuni dialoghi aggiuntivi non presenti nell'anime.

## Digimon presenti nel gioco

### Digimon controllabili
| Primo stadio | Intermedio | Campione    | Evoluto         | Mega                | Altre forme |
| ------------ | ---------- | ----------- | --------------- | ------------------- | ----------- |
| Koromon      | Agumon     | Greymon     | MetalGreymon    | WarGreymon          | Omnimon     |
| Tsunomon     | Gabumon    | Garurumon   | WereGarurumon   | MetalGarurumon      | Omnimon     |
| Yokomon      | Biyomon    | Birdramon   | Garudamon       | Phoenixmon          |             |
| Motimon      | Tentomon   | Kabuterimon | MegaKabuterimon | HerculesKabuterimon |             |
| Tanemon      | Palmon     | Togemon     | Lillymon        | Rosemon             |             |
| Bukamon      | Gomamon    | Ikkakumon   | Zudomon         | Vikemon             |             |
| Tokomon      | Patamon    | Angemon     | MagnaAngemon    | Seraphimon          |             |
| Nyaromon     | Salamon    | Gatomon     | Angewomon       | Ophanimon           |             |

### Digimon di supporto
Nel corso della storia saranno presenti alcuni Digimon che si uniranno per brevi periodi di tempo alla squadra fornendo supporto al giocatore durante le battaglie come personaggi non giocanti. Per tutta la durata della loro presenza non possono essere rimossi dal party e vengono controllati solamente dal computer, fatta eccezione di Gatomon che diverrà giocabile alla fine dell'arco narrativo di Myotismon e Omnimon nell'adattamento di Our War Game!.
| Digimon        | Livello  | Episodi                | Spiegazione |
| -------------- | -------- | ---------------------- | --- |
| Leomon         | Campione | 13                     | Fornirà aiuto durante la salita verso il Monte Mugen e nella prima battaglia contro Devimon. |
| Gatomon        | Campione | 34                     | Parteciperà ad una battaglia automatica assieme a Wizardmon per cercare di battere Myotismon ma verrà sconfitta. |
| Wizardmon      | Campione | 34                     | Parteciperà ad una battaglia automatica assieme a Gatomon per cercare di battere Myotismon ma verrà sconfitto. |
| Piximon        | Evoluto  | 40                     | Sarà presente in una battaglia automatica contro Piedmon ma perderà. |
| SaberLeomon    | Mega     | 47                     | Fornirà il suo aiuto nella foresta di Puppetmon e contro il boss MetalEtemon. |
| Ogremon        | Campione | 47 11 (ep. secondario) | Nell'episodio 47 darà una mano nella foresta di Puppetmon e contro MetalEtemon. Nell'undicesimo episodio secondario invece farà da aiutante nei sotterranei del Colosseo e nell'incontro con SkullGreymon.                                                                |
| Andromon       | Evoluto  | 49                     | Accompagnerà Agumon e Tentomon per un breve pezzo del livello prima della battaglia con Machinedramon. |
| Omnimon        | Mega     | 55                     | Nonostante appaia come Digimon di supporto è giocabile nello scontro con Diaboromon. |
| Magnamon       | Armor    | 57 63                  | Aiuteranno nello scontro con il proprio doppelgänger alla fine del livello in cui il Digimon originale viene introdotto. Successivamente due dei sei potranno essere scelti dal giocatore per supportare Agumon contro la copia di WarGreymon e in seguito con Gankoomon. |
| Gallantmon     | Mega     | 58 63                  | Aiuteranno nello scontro con il proprio doppelgänger alla fine del livello in cui il Digimon originale viene introdotto. Successivamente due dei sei potranno essere scelti dal giocatore per supportare Agumon contro la copia di WarGreymon e in seguito con Gankoomon. |
| KaiserGreymon  | Spirit   | 59 63                  | Aiuteranno nello scontro con il proprio doppelgänger alla fine del livello in cui il Digimon originale viene introdotto. Successivamente due dei sei potranno essere scelti dal giocatore per supportare Agumon contro la copia di WarGreymon e in seguito con Gankoomon. |
| ShineGreymon   | Mega     | 60 63                  | Aiuteranno nello scontro con il proprio doppelgänger alla fine del livello in cui il Digimon originale viene introdotto. Successivamente due dei sei potranno essere scelti dal giocatore per supportare Agumon contro la copia di WarGreymon e in seguito con Gankoomon. |
| OmegaShoutmon  | Nessuno  | 61 63                  | Aiuteranno nello scontro con il proprio doppelgänger alla fine del livello in cui il Digimon originale viene introdotto. Successivamente due dei sei potranno essere scelti dal giocatore per supportare Agumon contro la copia di WarGreymon e in seguito con Gankoomon. |
| Arresterdramon | Nessuno  | 62 63                  | Aiuteranno nello scontro con il proprio doppelgänger alla fine del livello in cui il Digimon originale viene introdotto. Successivamente due dei sei potranno essere scelti dal giocatore per supportare Agumon contro la copia di WarGreymon e in seguito con Gankoomon. |

### Digimon non controllabili
Primo stadio
- Botamon
- Punimon
- Yuramon
- Pagumon
- Poyomon
- Kuramon
- Tsumemon

Intermedio
- Elecmon
- Gazimon
- DemiDevimon
- Otamamon
- Gizamon
- Gotsumon
- Mushroomon
- Floramon
- Betamon
- Keramon
- Veemon
- Guilmon
- Agumon (Savers)
- Hackmon

Campione
- Kuwagamon
- Shellmon
- Monochromon
- Seadramon
- Numemon
- Capo dei Numemon
- Unimon
- Meramon
- Frigimon
- Mojyamon
- Sukamon & Chuumon
- Centarumon
- Leomon
- Ogremon
- Bakemon
- Lord Bakemon
- Whamon
- Drimogemon
- Kokatorimon
- Tyrannomon
- Vegiemon
- Nanimon
- Gekomon
- Devidramon
- Flymon
- Gesomon
- Raremon
- DarkTyrannomon
- Dokugumon
- Wizardmon
- Snimon
- Tuskmon
- Kiwimon
- Guardromon
- Mekanorimon
- RedVegiemon
- Tankmon
- Vilemon
- Chrysalimon
- Devimon

Evoluto
- Monzaemon
- Andromon
- SkullGreymon
- Piximon
- Digitamamon
- Datamon
- Vademon
- ShogunGekomon
- Phantomon
- SkullMeramon
- Mammothmon
- Pumpkinmon
- MegaSeadramon
- Scorpiomon
- Divermon
- Blossomon
- Deramon
- Cherrymon
- Garbagemon
- Megadramon
- Gigadramon
- WaruMonzaemon
- LadyDevimon
- Parrotmon
- Etemon
- ChaosEtemon
- Myotismon
- Infermon

Mega
- SaberLeomon
- MetalEtemon
- VenomMyotismon
- MetalSeadramon
- Machinedramon
- Puppetmon
- Piedmon
- Apokarimon
- Diaboromon
- Gallantmon
- ShineGreymon
- Gankoomon

Armor
- Magnamon

Spirit
- Agunimon
- KaiserGreymon

Nessuno
- Shoutmon
- OmegaShoutmon
- Arresterdramon

## Sviluppo
Digimon Adventure fu annunciato nel numero d'agosto 2012 della rivista nipponica V Jump come parte del quindicesimo anniversario del franchise e sarebbe stato progettato come una ricreazione della prima serie anime in modo completo su PlayStation Portable. Lo sviluppatore del gioco, Yūji Naka, ha annunciato tramite Twitter che il suo studio, Prope, avrebbe sviluppato il titolo come loro primo videogioco di ruolo. Un trailer fu pubblicato nel mese di settembre, dove venne rivelata la presenza dei doppiatori originali della controparte animata che avrebbero ripreso i loro rispettivi ruoli per un totale di 70 ore di audio vocale. In aggiunta oltre alla serie, gli sviluppatori hanno incluso anche un livello basato sul film del 2000, Our War Game! assieme ad alcuni episodi secondari come bonus, che mostrano vicende mai narrate nella serie regolare.
Le prime copie del gioco vennero distribuite con un codice di produzione per PlayStation Portable per scaricare Digivice Ver. Portable, una versione emulata del Digimon virtual pet e un buono acquisto che poteva essere riscattato per le carte da gioco presenti nel gioco per smartphone sviluppato da GREE, Digimon Collectors.

## Accoglienza
Digimon Adventure ha venduto 47,807 copie nella settimana d'uscita, diventando il terzo videogioco più venduto di quel periodo nel Media Create software charts. Il titolo ha venduto un totale di 70,172 copie in Giappone prima di scendere dalla classifica arrivando il mese successivo al 30º posto tra i giochi più venduti. La rivista settimanale Famitsū gli ha dato un punteggio di 29 su 40 in base a quattro recensioni individuali dove ha ottenuto rispettivamente 8, 7, 7 e 7. Raffaele Staccini di Multiplayer.it classificò Digimon Adventure come l'ottavo miglior gioco della serie.